# 旧月立小学校校舎
旧月立小学校校舎（きゅうつきだてしょうがっこうこうしゃ）は、宮城県気仙沼市にある大正時代に建築された、かつての小学校校舎。国の登録有形文化財に登録されている。

## 概要
1922年（大正11年）建築、1941年（昭和16年）増築。木造2階建、瓦葺、建築面積573平方メートル。校庭北側に建ち、横一文字型で北廊下式の校舎。東端は寄棟造、西端は切妻造、桟瓦葺。正面中央に玄関ポーチを配し、屋根には大きな切妻破風を設けて特徴付け、外観をスティックスタイルとする。2007年（平成19年）7月31日、国の登録有形文化財に登録された。

## 現在の月立小学校
現小学校は2007年（平成19年）度より市教育委員会の指定を受けて、小規模特認校となっている。小規模特認校制度は、市内に住所があり、「住所を移さずに、学区外からでも、その子の入学・転学を認める。」という制度で実施されている。

## 現地情報

### 所在地
宮城県気仙沼市塚沢72

### 交通アクセス
- 三陸沿岸道路
  - 気仙沼中央ICより車で約20分
  - 気仙沼鹿折ICより車で約20分
- JR気仙沼駅より気仙沼市民バス新月線「月立学校前」下車